# サントルソ
サントルソ（伊: Santorso）は、イタリア共和国ヴェネト州ヴィチェンツァ県にある、人口約5,500人の基礎自治体（コムーネ）。

## 地理

### 位置・広がり

#### 隣接コムーネ
隣接するコムーネは以下の通り。
- ピオヴェーネ・ロッケッテ
- スキーオ
- ヴェーロ・ダスティコ
- ザネ

### 気候分類・地震分類
気候分類では、zona E, 2693 GGに分類される。
また、イタリアの地震リスク階級 (it) では、zona 2 (sismicità media) に分類される。

## 姉妹都市
- ヴェヤーノ、イタリア
- Brissago、スイス